# Lutraria turneri
Lutraria turneri is een tweekleppigensoort uit de familie van de Mactridae. De wetenschappelijke naam van de soort is voor het eerst geldig gepubliceerd in 1891 door Jousseaume.